# Luigi Borghetti
Luigi Borghetti (Rho, 31 gennaio 1943) è un ex pistard e ciclista su strada italiano, campione del mondo 1968 nella velocità Dilettanti e poi professionista dal 1970 al 1977.

## Carriera

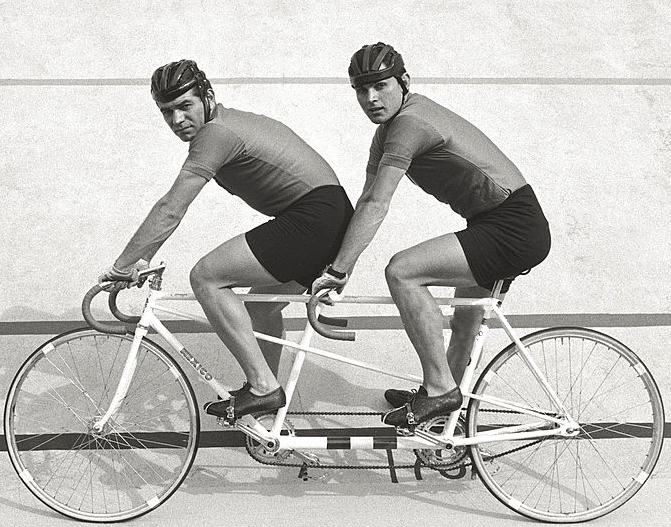
Borghetti (a sinistra) sul tandem con Walter Gorini nel 1968

Nato nel 1943 a Rho, in provincia di Milano, da dilettante su strada vinse la Targa Libero Ferrario nel 1964, con la S.C. Lainatese, e nel 1965, con la S.C. Genova Overlay Milano, oltre alla Coppa San Geo e la Coppa Del Grande nel 1967. Nello stesso 1967, a 24 anni, arrivò in Nazionale dilettanti su pista, conquistando la medaglia di bronzo nella velocità dilettanti ai Mondiali di Amsterdam; sempre nel 1967 fu anche primatista mondiale del chilometro lanciato, al Velodromo Vigorelli di Milano, con il tempo di 1'01"14.
Nel 1968 divenne campione del mondo di velocità dilettanti a Montevideo. Nello stesso anno partecipò ai Giochi olimpici di Città del Messico 1968, gareggiando nel tandem su pista insieme a Walter Gorini. La coppia passò il primo turno con il tempo di 10"29 battendo Cuba e i quarti di finale eliminando due corse a zero l'Unione Sovietica, ma perse sia in semifinale contro i Paesi Bassi, poi argento, due corse a una, sia nella finalina per il bronzo con il Belgio, due corse a zero, terminando quarta.
Nel 1970 Borghetti passò professionista con la maglia della brianzola Sagit, con la quale prese parte al Giro d'Italia, ritirandosi, e alla Milano-Sanremo, arrivando 92º. Contemporaneamente su pista prese parte ad altri tre Mondiali, questa volta con la nazionale professionisti, sempre nella velocità, chiudendo quinto a Marsiglia 1972, sfiorando il podio (quarto) a San Sebastián 1973 e arrivando ottavo a Rocourt 1975.
Chiuse la carriera nel 1977, a 34 anni, dopo due stagioni alla Zonca, due alla Brooklyn, una alla Jollj Ceramica e due alla Soldati.

## Palmarès

### Strada
- 1964 (dilettanti)

Targa Libero Ferrario
- 1965 (dilettanti)

Targa Libero Ferrario
- 1967 (dilettanti)

Coppa San Geo
Coppa Del Grande

### Pista
- 1968 (dilettanti)

Campionati del mondo, Velocità Dilettanti

## Piazzamenti

### Grandi Giri
- Giro d'Italia

1970: ritirato

### Classiche monumento
- Milano-Sanremo

1970: 92º

### Competizioni mondiali
- Campionati del mondo su pista

Amsterdam 1967 - Velocità Dilettanti: 3º
Montevideo 1968 - Velocità Dilettanti: vincitore
Marsiglia 1972 - Velocità Professionisti: 5º
San Sebastián 1973 - Velocità Professionisti: 4º
Rocourt 1975 - Velocità Professionisti: 8º
- Giochi olimpici

Città del Messico 1968 - Tandem: 4º

### Competizioni europee
- Campionati europei

Paesi Bassi 1971 - Velocità: 5°
Paesi Bassi 1975 - Omnium Endurance: 8°